# 纽芬兰-拉布拉多省第1区
纽芬兰-拉布拉多省第1区（英語：Division 1, Newfoundland and Labrador）是隶属于纽芬兰与拉布拉多省的一个人口普查区，范围包括了整个阿瓦隆半岛和连接纽芬兰岛主岛的阿瓦隆地峡。该省的人口普查区仅为人口统计的需要而存在，而不是作为一个独立的政治实体。

## 法人代表社区

### 城市
- 芒特珀尔
- 圣约翰斯

### 市镇
- 海军上将海滩（英语：Admirals Beach）
- 阿夸福特（英语：Aquaforte）
- 阿诺德湾（英语：Arnold's Cove）
- 埃文代尔（英语：Avondale, Newfoundland and Labrador）
- 鲍林（英语：Bauline）
- 海湾公牛队（英语：Bay Bulls, Newfoundland and Labrador）
- 罗伯茨湾（英语：Bay Roberts）
- 佛得角湾（英语：Bay de Verde）
- 主教湾（英语：Bishop's Cove）
- 布兰奇镇（英语：Branch, Newfoundland and Labrador）
- 布里格斯（英语：Brigus）
- 布莱恩特湾（英语：Bryant's Cove）
- 布罗伊尔角（英语：Cape Broyle）
- 碳年（英语：Carbonear）
- 机会湾（英语：Chance Cove, Newfoundland and Labrador）
- 教堂湾（英语：Chapel Arm, Newfoundland and Labrador）
- 克拉克海滩（英语：Clarke's Beach, Newfoundland and Labrador）
- 科利内特
- 科利尔斯（英语：Colliers, Newfoundland and Labrador）
- 偶然来镇（英语：Come By Chance, Newfoundland and Labrador）
- 南概念湾（英语：Conception Bay South, Newfoundland and Labrador）
- 概念港（英语：Conception Harbour, Newfoundland and Labrador）
- 丘比特镇（英语：Cupids, Newfoundland and Labrador）
- 费尔默斯（英语：Fermeuse, Newfoundland and Labrador）
- 费里兰（英语：Ferryland, Newfoundland and Labrador）
- 弗拉特洛克（英语：Flatrock, Newfoundland and Labrador）
- 福克斯港（英语：Fox Harbour, Newfoundland and Labrador）
- 加斯基尔斯-拉海耶角（英语：Gaskiers-Point La Haye）
- 汉特港（英语：Hant's Harbour, Newfoundland and Labrador）
- 格雷斯港（英语：Harbour Grace, Newfoundland and Labrador）
- 主教堂湾-湖景-港（英语：Harbour Main-Chapel's Cove-Lakeview, Newfoundland and Labrador）
- 哈茨康坦特
- 哈茨德赖特-伊斯灵顿（英语：Heart's Delight-Islington, Newfoundland and Labrador）
- 哈茨德塞尔（英语：Heart's Desire, Newfoundland and Labrador）
- 荷里路德（英语：Holyrood, Newfoundland and Labrador）
- 洛基湾-中湾-外湾
- 长港-阿灵顿山高地（英语：Long Harbour-Mount Arlington Heights）
- 卡梅尔-米切尔山·布鲁克-圣凯瑟琳（英语：Mount Carmel-Mitchells Brook-St. Catherines）
- 新鹈鹕镇（英语：New Perlican, Newfoundland and Labrador）
- 诺曼湾-朗湾（英语：Norman's Cove-Long Cove, Newfoundland and Labrador）
- 北河（英语：North River, Newfoundland and Labrador）
- 旧鹈鹕镇（英语：Old Perlican, Newfoundland and Labrador）
- 天堂（英语：Paradise, Newfoundland and Labrador）
- 佩提港-马多克斯湾
- 普拉森蒂亚（英语：Placentia, Newfoundland and Labrador）
- 兰斯角（英语：Point Lance, Newfoundland and Labrador）
- 科万港（英语：Port Kirwan, Newfoundland and Labrador）
- 南葡萄牙湾（英语：Portugal Cove South, Newfoundland and Labrador）
- 葡萄牙湾-圣菲利普（英语：Portugal Cove–St. Philip's）
- 袋湾（英语：Pouch Cove, Newfoundland and Labrador）
- 续约-卡帕海登镇（英语：Renews-Cappahayden, Newfoundland and Labrador）
- 里弗黑德（英语：Riverhead, Newfoundland and Labrador）
- 鲑鱼湾（英语：Salmon Cove, Newfoundland and Labrador）
- 小点-亚当湾-黑头-布罗德湾（英语：Small Point-Adam's Cove-Blackhead-Broad Cove, Newfoundland and Labrador）
- 南河（英语：South River, Newfoundland and Labrador）
- 南港（英语：Southern Harbour, Newfoundland and Labrador）
- 西班牙湾（英语：Spaniard's Bay, Newfoundland and Labrador）
- 圣布莱德（英语：St. Bride's, Newfoundland and Labrador）
- 圣约瑟夫（英语：St. Joseph's, Newfoundland and Labrador）
- 圣玛丽
- 圣肖特（英语：St. Shott's, Newfoundland and Labrador）
- 圣文森特-圣史蒂芬-彼得河（英语：St. Vincent's-St. Stephen's-Peter's River, Newfoundland and Labrador）
- 桑尼赛德（英语：Sunnyside, Newfoundland and Labrador）
- 托贝（英语：Torbay, Newfoundland and Labrador）
- 特雷帕西（英语：Trepassey, Newfoundland and Labrador）
- 上岛湾（英语：Upper Island Cove, Newfoundland and Labrador）
- 维多利亚（英语：Victoria, Newfoundland and Labrador）
- 瓦巴纳（英语：Wabana, Newfoundland and Labrador）
- 惠特伯恩（英语：Whitbourne, Newfoundland and Labrador）
- 怀特韦（英语：Whiteway, Newfoundland and Labrador）
- 温特顿（英语：Winterton, Newfoundland and Labrador）
- 威特莱斯湾（英语：Witless Bay, Newfoundland and Labrador）

### 非建制区域
- A区（英语：Division No. 1, Subdivision A, Newfoundland and Labrador）
- B区（英语：Division No. 1, Subdivision B, Newfoundland and Labrador）
- C区（英语：Division No. 1, Subdivision C, Newfoundland and Labrador）
- D区（英语：Division No. 1, Subdivision D, Newfoundland and Labrador）
- E区（英语：Division No. 1, Subdivision E, Newfoundland and Labrador）
- F区（英语：Division No. 1, Subdivision F, Newfoundland and Labrador）
- G区（英语：Division No. 1, Subdivision G, Newfoundland and Labrador）
- H区（英语：Division No. 1, Subdivision H, Newfoundland and Labrador）
- I区（英语：Division No. 1, Subdivision I, Newfoundland and Labrador）
- J区（英语：Division No. 1, Subdivision J, Newfoundland and Labrador）
- K区（英语：Division No. 1, Subdivision K, Newfoundland and Labrador）
- L区（英语：Division No. 1, Subdivision L, Newfoundland and Labrador）
- M区（英语：Division No. 1, Subdivision M, Newfoundland and Labrador）
- N区（英语：Division No. 1, Subdivision N, Newfoundland and Labrador）
- O区（英语：Division No. 1, Subdivision O, Newfoundland and Labrador）
- R区（英语：Division No. 1, Subdivision R, Newfoundland and Labrador）
- U区（英语：Division No. 1, Subdivision U, Newfoundland and Labrador）
- V区（英语：Division No. 1, Subdivision V, Newfoundland and Labrador）
- W区（英语：Division No. 1, Subdivision W, Newfoundland and Labrador）
- X区（英语：Division No. 1, Subdivision X, Newfoundland and Labrador）
- Y区（英语：Division No. 1, Subdivision Y, Newfoundland and Labrador）